# Athetis
Athetis es un  género  de lepidópteros de la familia Noctuidae. Es originario de Eurasia.

## Especies
| - Athetis absorbens (Walker, [1857]) - Athetis acutipennis (Dognin, 1919) - Athetis aeschria Hampson, 1909 - Athetis aeschrioides Berio, 1940 - Athetis alacra (Prout, 1928) - Athetis albanalis (Warren, 1912) - Athetis albilineola Prout, 1928 - Athetis albipuncta (Hampson, 1902) - Athetis albirena (Hampson, 1902) - Athetis albisignata (Oberthür, 1879) - Athetis albispinosa (Saalmüller, 1880) - Athetis albosignata (Oberthür, 1879) - Athetis alternata (Janse, 1938) - Athetis andriai Viette, 1963 - Athetis anomoeosis Hampson, 1909 - Athetis atriluna (Warren, 1913) - Athetis atripuncta (Hampson, 1910) - Athetis atrispherica Hampson, 1914 - Athetis atristicta Hampson, 1918 - Athetis autobrunnea (Janse, 1938) - Athetis bicolor (Chrétien, 1913) - Athetis bicornis (Hampson, 1891) - Athetis bilimbata Berio, 1976 - Athetis bimacula (Walker, 1862) - Athetis bipuncta (Snellen, [1886]) - Athetis bisignata (Hampson, 1907) - Athetis biumbrosa (Berio, 1940) - Athetis bremusa (Swinhoe, 1885) - Athetis brunneaplagata (Bethune-Baker, 1911) - Athetis brunneolineosa Kononenko, 2005 - Athetis bytinskii (Schawerda, 1934) - Athetis calypta Viette, 1958 - Athetis camptogramma (Hampson, 1910) - Athetis carayoni Laporte, 1977 - Athetis castaneipars (Moore, 1882) - Athetis cervina (Moore, 1881) - Athetis chionephra (Hampson, 1911) - Athetis chionopis Hampson, 1909 - Athetis cineracea Warren, 1914 - Athetis cinerascens (Motschulsky, 1860) - Athetis cognata (Moore, 1882) - Athetis collaris (Wallengren, 1856) - Athetis condei Viette, 1963 - Athetis conformis (Walker, [1857]) - Athetis contorta Berio, 1976 - Athetis correpta (Püngeler, 1907) - Athetis corticea Hampson, 1918 - Athetis costiloba Sugi, 1982 - Athetis costiplaga (Bethune-Baker, 1906) - Athetis cristifera Berio, 1977 - Athetis cryptisirias Viette, 1958 - Athetis dallolmoi (Berio, 1974) - Athetis delecta (Moore, 1881) - Athetis denisi Viette, 1963 - Athetis despecta Viette, 1958 - Athetis didy Viette, 1963 - Athetis discopuncta Hampson, 1916 - Athetis dissimilis (Hampson, 1909) - Athetis divisa (Moore, 1882) - Athetis duplex (Janse, 1938) - Athetis elephantula Berio, 1976 - Athetis erigida (Swinhoe, 1890) - Athetis excurvata (Janse, 1938) - Athetis expolita (Butler, 1876) - Athetis externa (Walker, 1865) - Athetis farinacea (Moore, 1888) - Athetis fasciata (Moore, 1867) - Athetis flacourti Viette, 1963 - Athetis flavipuncta Hampson, 1909 - Athetis fontainei (Berio, 1974) - Athetis foveata Hampson, 1909 - Athetis fragosa Viette, 1958 - Athetis fumicolor (Janse, 1938) - Athetis funesta (Staudinger, 1888) - Athetis furvula (Hübner, [1808]) - Athetis gaedei Berio, 1955 - Athetis gemini (Bethune-Baker, 1906) - Athetis glauca (Hampson, 1902) - Athetis glaucoides (Berio, 1960) - Athetis glaucopis (Bethune-Baker, 1911) - Athetis gluteosa (Treitschke, 1835) - Athetis gonionephra Hampson, 1909 - Athetis grandidieri Viette, 1963 - Athetis griveaudi Viette, 1963 - Athetis grjebinei Viette, 1963 - Athetis heliastis Hampson, 1909 - Athetis hennia (Swinhoe, 1901) - Athetis heringi Viette, 1963 - Athetis hongkongensis Galsworthy, 1997 - Athetis hospes (Freyer, 1831) - Athetis humberti Viette, 1963 - Athetis hyperaeschra Hampson, 1909 - Athetis ignava (Guenée, 1852) - Athetis immixta Warren, 1914 - Athetis improbalis Berio, 1966 - Athetis inconspicua (Bethune-Baker, 1906) - Athetis inquirenda (Strand, 1917) - Athetis interlata (Walker, 1857) - Athetis interstincta (Moore, 1882) - Athetis jeanneli Viette, 1963 - Athetis lapidea Wileman, 1911 - Athetis lepigone (Möschler, 1860) - Athetis leuconephra Hampson, 1909 - Athetis leucopis (Hampson, 1902) - Athetis linealis Yoshimoto, 1994 - Athetis lineosa (Moore, 1881) - Athetis lineosella Sugi, 1982 - Athetis longiciliata Hampson, 1909 - Athetis longidigitus Berio, 1976 - Athetis longivalva Kononenko, 2005 | - Athetis lyrophora Boursin, 1970 - Athetis maculatra (Lower, 1902) - Athetis magniplagia (Hampson, 1918) - Athetis martoni Kononenko, 2005 - Athetis melanephra Hampson, 1909 - Athetis melanerges Hampson, 1918 - Athetis melanomma Hampson, 1920 - Athetis melanopis Hampson, 1909 - Athetis melanosema Hampson, 1914 - Athetis melanosticta Hampson, 1909 - Athetis metis (Janse, 1938) - Athetis micra (Hampson, 1902) - Athetis microtera (Hampson, 1902) - Athetis mienshana Kononenko, 2005 - Athetis milloti Viette, 1963 - Athetis morbidensis Berio, 1976 - Athetis mozambica Hampson, 1918 - Athetis multilinea Wileman & South, 1920 - Athetis mus (Hampson, 1891) - Athetis nephrosticta Hampson, 1909 - Athetis nigra (Janse, 1938) - Athetis nigrifons (Dognin, 1919) - Athetis nigrilla Berio, 1976 - Athetis nitens (Saalmüller, 1891) - Athetis nonagrica (Walker, [1863]) - Athetis obscura (Wileman & South, 1920) - Athetis obscuroides Poole, 1989 - Athetis obtusa (Hampson, 1891) - Athetis ocellata (Janse, 1938) - Athetis ochracea (Hampson, 1894) - Athetis ochreipuncta (Hampson, 1894) - Athetis ochreosignata (Aurivillius, 1910) - Athetis oculatissima Berio, 1955 - Athetis pallescens (Janse, 1938) - Athetis pallicornis (Felder & Rogenhofer, 1874) - Athetis pallidipennis Sugi, 1982 - Athetis pallustris (Hübner, [1808]) - Athetis pectinatissima Berio, 1976 - Athetis pectinifer (Aurivillius, 1910) - Athetis pellicea (Swinhoe, 1903) - Athetis percnopis (Bethune-Baker, 1911) - Athetis perineti Viette, 1963 - Athetis perparva Berio, 1966 - Athetis perplexa (Janse, 1938) - Athetis pigra (Guenée, 1852) - Athetis pilosissima Berio, 1955 - Athetis placida (Moore, [1884]) - Athetis plumbescens Wileman & West, 1929 - Athetis poliophaea Hampson, 1911 - Athetis poliostrota Hampson, 1909 - Athetis postdentata (Berio, 1960) - Athetis postpuncta Holloway, 1979 - Athetis praetexta (Swinhoe, 1905) - Athetis prochaskai Viette, 1963 - Athetis pseudofunesta Kononenko, 2005 - Athetis pseudolineosa Yoshimoto, 1992 - Athetis pulvisculum Berio, 1976 - Athetis radama Viette, 1961 - Athetis reclusa (Walker, 1862) - Athetis rectilinea (Hampson, 1910) - Athetis renalis (Moore, [1884]) - Athetis reniflava (Berio, 1960) - Athetis restricta (Janse, 1938) - Athetis rionegrensis (Chiarelli de Gahn, 1949) - Athetis roastis Hampson, 1918 - Athetis robertsi (Janse, 1938) - Athetis rufipuncta (Hampson, 1902) - Athetis rufistigma Warren, 1914 - Athetis satellitia (Hampson, 1902) - Athetis scopsis Berio, 1976 - Athetis scotopis (Bethune-Baker, 1911) - Athetis seyrigi Viette, 1963 - Athetis sicaria Viette, 1958 - Athetis siccata Viette, 1958 - Athetis signata (Janse, 1938) - Athetis sincera (Swinhoe, 1889) - Athetis singula (Möschler, 1883) - Athetis sinistra Berio, 1976 - Athetis smintha (Hampson, 1902) - Athetis sobria Berio, 1955 - Athetis spaelotidia (Butler, 1879) - Athetis stellata (Moore, 1882) - Athetis stellatula Chang, 1991 - Athetis striolata (Butler, 1886) - Athetis stygia Hampson, 1909 - Athetis subpartita (Bethune-Baker, 1906) - Athetis suffusa Yoshimoto, 1994 - Athetis tarda (Guenée, 1852) - Athetis tenuis (Butler, 1886) - Athetis terminata (Hampson, 1898) - Athetis tetraglypha Berio, 1939 - Athetis thoracica (Moore, [1884]) - Athetis tornipuncta Berio, 1976 - Athetis transvalensis (Janse, 1938) - Athetis transversa (Walker, 1858) - Athetis transversistriata Strand, 1911 - Athetis triangulata Wileman & West, 1929 - Athetis trixysta Viette, 1958 - Athetis unduloma Strand, 1920 - Athetis variana (Swinhoe, 1886) - Athetis vernalis Yoshimoto, 1994 - Athetis v-parum (Kozhantschikov, 1923) - Athetis xantholopha (Hampson, 1902) - Athetis zelopha Viette, 1963 - Athetis zombitsy Viette, 1963 |

## Especies trasladadas
- Athetis miranda es ahora Proxenus miranda (Grote, 1873)
- Athetis mindara es ahora Proxenus mindara (Barnes & McDunnough, 1913)
- Athetis mendosa es ahora Proxenus mendosa (McDunnough, 1927)